# Брокстедт, Нора
Нора Брокстедт (20 января 1923—5 ноября 2015) — норвежская певица, участница Евровидения 1960 и 1961 годов.

## Биография
Родилась 20 января 1923 года в Осло. На сцену вышла в 1943 году. В 1950-х годах у неё было несколько радиохитов. С 1960-х годов она была популярной джазовой певицей. В 1983 году она получила награду Gammlengprisen. Умерла 5 ноября 2015 года.

## Евровидение
29 марта 1960 года представляла Норвегию на Евровидении. С песней «Voi-voi» она заняла 4 место с 11 баллами.
18 марта 1961 года снова представляла Норвегию на Евровидении. С песней «Sommer i Palma» она заняла 7 место с 10 баллами.